# دارجيلنغ
دارجيلنغ (بالإنجليزية: Darjeeling)‏ هي مستوطنة تقع في الهند في منطقة دارجيلنغ. يقدر عدد سكانها بـ 132,016 نسمة ومساحتها 10.57 كم2 وترتفع عن سطح البحر 2,165 متر. تشتهر بنوع من الشاي الأحمر يسمى باسمها: شاي دارجيلنغ

## المناخ
يظهر الجدول التالي التغييرات المناخية على مدار السنة لدارجيلنغ:
| البيانات المناخية لـدارجلينغ                    | البيانات المناخية لـدارجلينغ | البيانات المناخية لـدارجلينغ | البيانات المناخية لـدارجلينغ | البيانات المناخية لـدارجلينغ | البيانات المناخية لـدارجلينغ | البيانات المناخية لـدارجلينغ | البيانات المناخية لـدارجلينغ | البيانات المناخية لـدارجلينغ | البيانات المناخية لـدارجلينغ | البيانات المناخية لـدارجلينغ | البيانات المناخية لـدارجلينغ | البيانات المناخية لـدارجلينغ | البيانات المناخية لـدارجلينغ |
| الشهر                                           | يناير                        | فبراير                       | مارس                         | أبريل                        | مايو                         | يونيو                        | يوليو                        | أغسطس                        | سبتمبر                       | أكتوبر                       | نوفمبر                       | ديسمبر                       | المعدل السنوي                |
| ----------------------------------------------- | ---------------------------- | ---------------------------- | ---------------------------- | ---------------------------- | ---------------------------- | ---------------------------- | ---------------------------- | ---------------------------- | ---------------------------- | ---------------------------- | ---------------------------- | ---------------------------- | ---------------------------- |
| متوسط درجة الحرارة الكبرى °م (°ف)               | 9.4 (48.9)                   | 10.4 (50.7)                  | 14.4 (57.9)                  | 17.4 (63.3)                  | 18.5 (65.3)                  | 19.3 (66.7)                  | 19.4 (66.9)                  | 19.6 (67.3)                  | 19.2 (66.6)                  | 18 (64)                      | 14.7 (58.5)                  | 11.5 (52.7)                  | 16.0 (60.7)                  |
| المتوسط اليومي °م (°ف)                          | 6.6 (43.9)                   | 8.1 (46.6)                   | 11.7 (53.1)                  | 14.7 (58.5)                  | 16.1 (61.0)                  | 17.3 (63.1)                  | 17.8 (64.0)                  | 17.8 (64.0)                  | 17.5 (63.5)                  | 15.3 (59.5)                  | 11.5 (52.7)                  | 8.4 (47.1)                   | 13.6 (56.4)                  |
| متوسط درجة الحرارة الصغرى °م (°ف)               | 1.8 (35.2)                   | 2.9 (37.2)                   | 6.3 (43.3)                   | 9.4 (48.9)                   | 11.5 (52.7)                  | 13.6 (56.5)                  | 14.3 (57.7)                  | 14.2 (57.6)                  | 13.3 (55.9)                  | 10.3 (50.5)                  | 6.3 (43.3)                   | 3.3 (37.9)                   | 8.9 (48.1)                   |
| الهطول مم (إنش)                                 | 19.7 (0.78)                  | 24.1 (0.95)                  | 47.7 (1.88)                  | 115.8 (4.56)                 | 197.2 (7.76)                 | 570 (22.4)                   | 781.7 (30.78)                | 635.3 (25.01)                | 437.3 (17.22)                | 122.5 (4.82)                 | 23.5 (0.93)                  | 7 (0.3)                      | 2٬981٫8 (117.39)             |
| المصدر #1: Indian Meteorological Department.    |                              |                              |                              |                              |                              |                              |                              |                              |                              |                              |                              |                              |                              |
| المصدر #2: Climate-Data.org (mean temperatures) |                              |                              |                              |                              |                              |                              |                              |                              |                              |                              |                              |                              |                              |

## أعلام
- جون ماليا
- روي بوميروي
- ماري بويس
- تينسينغ نورغاي
- بريم داس راي
- لي ستاك